# إثيل وايت
إثيل وايت (بالإنجليزية: Ethel Lina White)‏ (و. 1876 – 1944 م) هي كاتِبة، وكاتبة سيناريو بريطانية، توفيت في لندن، عن عمر يناهز 68 عاماً.

## وصلات خارجية
- إثيل وايت على موقع IMDb (الإنجليزية)
- إثيل وايت على موقع ألو سيني (الفرنسية)
- إثيل وايت على موقع ميوزك برينز (الإنجليزية)
- إثيل وايت على موقع أول موفي (الإنجليزية)
- إثيل وايت على موقع قاعدة بيانات الأفلام السويدية (السويدية)
- إثيل وايت على موقع قاعدة بيانات الفيلم (الإنجليزية)
- إثيل وايت على موقع كينوبويسك (الروسية)